# Ivet Goranova
Ivet Goranova (en búlgaro: Ивет Горанова) (Bulgaria, 6 de marzo de 2000) es una luchadora de kárate búlgara campeona olímpica en Tokio 2020 en la modalidad de Kumite -55kg.
Fue medallista de bronce en el Campeonato Mundial de Karate de 2018 y bronce en el Campeonato Europeo de Karate de 2019.

## Palmarés olímpico
| Juegos Olímpicos | Juegos Olímpicos | Juegos Olímpicos | Juegos Olímpicos |
| Año              | Lugar            | Medalla          | Categoría        |
| ---------------- | ---------------- | ---------------- | ---------------- |
| 2021             | Tokio ( Japón)   | Medalla de oro   | Kumite (-55kg)   |